# Hemirhagerrhis nototaenia
Hemirhagerrhis nototaenia är en ormart som beskrevs av Günther 1864. Hemirhagerrhis nototaenia ingår i släktet Hemirhagerrhis och familjen snokar. Inga underarter finns listade i Catalogue of Life.
Denna orm förekommer i västra, centrala och södra Afrika. Utbredningsområdet sträcker sig från Burkina Faso österut till Kamerun, Sudan och Etiopien samt söderut till Sydafrika. Honor lägger ägg.